# لتهتشقاصياديان (مقاطعة غيلانغرب)
لتهتشقاصياديان (بالفارسية: لته‌چقاصیادیان) هي قرية تقع في كرمانشاه في إيران. يقدر عدد سكانها بـ 620 نسمة بحسب إحصاء 2016.